# Coppa Mussolini (cinema)
La Coppa Mussolini era il premio che veniva assegnato al miglior film nell'ambito della Mostra internazionale d'arte cinematografica di Venezia, dalla sua fondazione nel 1932 fino alla soppressione del premio nel 1946.
Fu il più antico premio cinematografico istituito dopo il Premio Oscar (1929); il nome venne concepito come omaggio verso l'allora capo del governo italiano Benito Mussolini. Viene comunemente considerata l'antesignana dell'attuale Leone d'oro.

## Storia
Creata nel 1934, fino al 1942 fu il riconoscimento ufficiale della rassegna e veniva assegnata in due categorie: per il miglior film italiano e per il miglior film straniero.
Era particolarmente prestigioso per il fatto che la Mostra internazionale d'arte cinematografica di Venezia era stata concepita e riconosciuta come la più importante (e l'unica assieme alla premiazione degli Oscar) cerimonia di premiazione cinematografica al mondo, primato che poi dovette dividere con altre nazioni solo nel dopoguerra, con la creazione di eventi quali il Festival di Cannes e il Festival di Berlino.
A partire dal 1940 molti critici internazionali accusarono il regime fascista di attribuire la coppa per il miglior film straniero unicamente a film prodotti dall'alleato tedesco.
La coppa venne abolita nel 1946, dopo la mancata assegnazione nel 1943, 1944 e 1945 a causa delle vicende belliche.

## Vincitori

### Anni 1930
- 1932: La prima edizione della mostra non fu competitiva.
- 1934
  - Miglior film italiano: Teresa Confalonieri, regia di Guido Brignone  ·   Italia
  - Miglior film straniero: L'uomo di Aran (Man of Aran), regia di Robert Flaherty  ·   Regno Unito
- 1935
  - Miglior film italiano: Casta diva, regia di Carmine Gallone  ·   Italia
  - Miglior film straniero: Anna Karenina, regia di Clarence Brown  ·   Stati Uniti
- 1936
  - Miglior film italiano: Lo squadrone bianco, regia di Augusto Genina  ·   Italia
  - Miglior film straniero: L'imperatore della California (Der Kaiser von Kalifornien), regia di Luis Trenker  ·   Germania
- 1937
  - Miglior film italiano: Scipione l'Africano, regia di Carmine Gallone  ·   Italia
  - Miglior film straniero: Carnet di ballo (Un carnet de bal), regia di Julien Duvivier  ·   Francia
- 1938
  - Miglior film italiano: Luciano Serra pilota, regia di Goffredo Alessandrini  ·   Italia
  - Miglior film straniero: Olympia, regia di Leni Riefenstahl  ·   Germania
- 1939: Abuna Messias, regia di Goffredo Alessandrini  ·   Italia

### Anni 1940
- 1940
  - Miglior film italiano: L'assedio dell'Alcazar, regia di Augusto Genina  ·   Italia
  - Miglior film straniero: Il postiglione della steppa (Der Postmeister), regia di Gustav Ucicky  ·   Germania
- 1941
  - Miglior film italiano: La corona di ferro, regia di Alessandro Blasetti  ·   Italia
  - Miglior film straniero: Ohm Krüger, regia di Hans Steinhoff  ·   Germania
- 1942
  - Miglior film italiano: Bengasi, regia di Augusto Genina  ·   Italia
  - Miglior film straniero: Il grande re, regia di Veit Harlan  ·   Germania
- 1943-1945: La mostra fu sospesa a causa della guerra.